# Federazione di baseball e softball della Nigeria
La Federazione nigeriana di baseball e softball (eng. Nigerian Baseball and Softball Association, NBSA) è un'organizzazione fondata per governare la pratica del baseball e del softball in Nigeria.
Organizza il campionato maschile e di softball femminile, e pone sotto la propria egida la nazionale maschile e di softball femminile.